# Porto Franco (tiểu vùng)
Porto Franco là một tiểu vùng thuộc bang Maranhão, Brasil. Tiều vùng này có diện tích 14227 km², dân số năm 2007 là 89829 người.